# 布兰登·阿姆斯特朗
布兰登·西莫内·阿姆斯特朗（英語：Brandon Simone Armstrong，1980年6月16日—），美国NBA联盟职业篮球运动员。他在2001年的NBA选秀中第1轮第23顺位被休斯顿火箭选中。

## 外部連結
- 球場外的模仿神人！Brandon Armstrong必看的6支影片 GQ （页面存档备份，存于）